# Mafianeindanke
Mafianeindanke ist ein deutscher Anti-Mafia-Verein, der aufgrund der Mafiamorde von Duisburg im Jahr 2007 in Berlin gegründet wurde. Er arbeitet aktiv an der Bekämpfung der organisierten Kriminalität in Deutschland.

## Ursprung
Am 15. August 2007 wurden in Duisburg vor dem italienischen Restaurant Da Bruno sechs Personen ermordet. Sie waren Opfer einer Blutfehde zwischen ’Ndrangheta-Familien. Dieses Verbrechen erlangte als Mafiamorde von Duisburg weitreichende Beachtung in bundesdeutschen Medien und darüber hinaus.
Als Antwort auf die ihrer Ansicht nach oberflächlichen und von Stereotypen geprägten Darstellungen der italienischen organisierten Kriminalität in Deutschland entschied eine Gruppe italienischer Migranten sich zu engagieren, um über mafiöse Aktivitäten in Deutschland und Europa aufzuklären. Die Initiative rief Gastronomen und andere Unternehmer auf, eventuelle Schutzgelderpressungen anzuzeigen. In Zusammenarbeit mit dem LKA Berlin wurde die so genannte Berliner Sicherheitsvereinbarung abgeschlossen, die eine Schutzzusage der Polizei an die Gastwirte vorsah, die etwaige Schutzgelderpressungen anzeigen. Dank dieser Vereinbarung wurde eine Erpressung um Schutzgeld vereitelt: An Silvester 2007 nahm die Polizei drei Erpresser fest. Den Anstoß zur Gründung von mafianeindanke gab die damalige Geschäftsführerin der Unione Italiani nel Mondo (UIM, Union der Italiener in der Welt), Laura Garavini, zusammen mit italienischen Gastronomen in Berlin. Vorbild der Initiative war unter anderem die italienische Antimafia-Bewegung Addiopizzo. In der Folgezeit arbeitete mafianeindanke eng mit Antimafia-Initiativen wie zum Beispiel Libera zusammen und ist auch wie diese ein Teil des europaweiten CHANCE-Netzwerks.

## Ziele
- Aufklärung über mafiöse und kriminelle Organisationen in Deutschland und Europa.
- Sensibilisierung der Öffentlichkeit in Deutschland für die Problematik der organisierten Kriminalität. Diese sollte nicht als rein nationales Phänomen betrachtet und bekämpft werden, sondern im Rahmen internationaler Kooperationen, insbesondere innerhalb der EU, verfolgt werden.
- Verteidigung und Bekräftigung von Werten der Legalität. Der Respekt vor gemeinsamen Regeln muss Grundlage jedweder demokratischer Gesellschaft sein.
- Ständige Beobachtung und Auswertung mafiöser Aktivitäten in Deutschland und Zusammenarbeit mit Journalisten, Juristen und der Polizei, die im Bereich der organisierten Kriminalität tätig sind.
- Unterstützung von Jugendprojekten, die sich mit der Aufklärung über organisierte Kriminalität beschäftigen.
- Ansprechpartner zu sein für alle, die sich von der Mafia bedroht fühlen und Hilfe, Unterstützung und Beratung benötigen.[5]

## Aktivitäten
Kurz nach dem Massaker von Duisburg versuchten – im Dezember 2007 – Mitglieder der Camorra einige Restaurant-Betreiber in Berlin zu erpressen. Die Camorristi setzten ein Restaurant und Autos in Brand, um ihrer Erpressung Nachdruck zu verleihen.„Mafia? Nein danke!“ ermunterte die betroffenen Unternehmer sich zu organisieren und unterstützte sie bei der Anzeige bei der Polizei. Die Erpresser wurden daraufhin verhaftet und verurteilt. Der Widerstand der Berliner Gastronomen gilt als bislang erfolgreichster Widerstand gegen mafiöse Schutzgeld-Erpressung außerhalb von Italien.
Seit dem Jahr 2008 organisiert der Verein zahlreiche öffentliche Lesungen, Podiumsdiskussionen, Kulturabende und Zeitzeugengespräche. Gesprächspartner sind dabei vor allem von Mafiaaktivitäten Betroffene, Journalisten und Vertreter von Politik und Strafverfolgung.
Weitere prominente Gäste sind unter anderem Petra Reski, Nando Dalla Chiesa, Ehrhart Körting, Francesco Forgione (ehemaliger Vorsitzender der italienischen Antimafia-Kommission), Wolfgang Wieland und Reinhold Jaretzky. Der Vorsitzende des Vereins ist der Journalist und Autor Sandro Mattioli, der schwerpunktmäßig zur italienischen Mafia in Deutschland arbeitet.
Feste Bestandteile sind dabei das jährlich stattfindende Treffen „Frauen und Mafia“ sowie das „Fest der Legalität“ in Berlin. Im Rahmen dieser Veranstaltungen wurde in Zusammenarbeit mit Journalisten, Politikern, Juristen und anderen Vertretern der Zivilgesellschaft, der Fokus auf die dringend nötige Harmonisierung und Aktualisierung der Gesetzgebung zur Bekämpfung der organisierten Kriminalität in Europa gesetzt.
Der Verein wurde 2010 von den deutschen Behörden als „best practice“ bei der Arbeitsgruppe zur Bekämpfung von organisierter Kriminalität des Rates der Europäischen Union gemeldet, als positives Beispiel für das Engagement von Vertretern der Zivilgesellschaft bei der Bekämpfung der organisierten Kriminalität.
Der Verein hat auch Zweigniederlassungen, unter anderem in München und Köln. Die Abteilung im Rhein-Neckar-Raum ist nicht mehr aktiv.

## Mitglieder
Der Verein besteht aus italienischen Migranten sowie deutschen und internationalen Mitgliedern.

### Bekannte Mitglieder und Unterstützer
- Petra Reski – Autorin mit dem Themenschwerpunkt organisierte Kriminalität
- Jürgen Roth – Autor mit dem Themenschwerpunkt organisierte Kriminalität[11]
- Laura Garavini – Mitglied des italienischen Parlaments, Gründungsmitglied
- Sandro Mattioli – Reporter und Autor mit dem Themenschwerpunkt organisierte Kriminalität